# Scotinella manitou
Scotinella manitou är en spindelart som beskrevs av Levi 1951. Scotinella manitou ingår i släktet Scotinella och familjen flinkspindlar. Inga underarter finns listade i Catalogue of Life.